# Drittes Gesetz zur Änderung des Betreuungsrechts
Durch das Dritte Gesetz zur Änderung des Betreuungsrechts wurde das Rechtsinstitut der Patientenverfügung in Deutschland erstmals gesetzlich geregelt. Das Gesetz wird daher umgangssprachlich auch als Patientenverfügungsgesetz bezeichnet. Es trat nach intensiver gesellschaftlicher und parlamentarischer Diskussion am 1. September 2009 in Kraft.

## Inhalt
Das Dritte Gesetz zur Änderung des Betreuungsrechts besteht aus drei Artikeln. Artikel 1 änderte das Bürgerliche Gesetzbuch. Zwei neue Paragrafen wurden eingefügt:
- § 1901a – Beachtlichkeit von Patientenverfügung und Behandlungswünschen
- § 1901b – Gespräch zur Feststellung des Patientenwillens

Der bisherige § 1901a – Schriftliche Betreuungswünsche, Vorsorgevollmacht – wurde zu § 1901c. § 1904 – Genehmigung des Betreuungsgerichts bei ärztlichen Maßnahmen – wurde neu formuliert.
Artikel 2 des Dritten Gesetz zur Änderung des Betreuungsrechts passte das Gesetz über das Verfahren in Familiensachen und in den Angelegenheiten der freiwilligen Gerichtsbarkeit, also das Verfahrensrecht, an die neuen Vorschriften im Bürgerlichen Gesetzbuch an.
Artikel 3 regelt das Inkrafttreten des Gesetzes.

## Gesetzgebungsverfahren
Im September 2006 hatte sich der 66. Deutsche Juristentag mit großer Mehrheit für eine gesetzliche Regelung der Sterbehilfe und der Verbindlichkeit von Patientenverfügungen ausgesprochen. Behandlungsabbrüche und das Unterlassen lebenserhaltender Maßnahmen sollten auch schon vor der Sterbephase rechtlich erlaubt sein und ausdrücklich klargestellt werden, dass sich Ärzte in solchen Fällen nicht strafbar machen. Es kam zu einer breiten, kontroversen Debatte in der Öffentlichkeit. Im Deutschen Bundestag wurden mehrere Gesetzesentwürfe eingebracht, die unterschiedlich weit reichten und unterschiedlich hohe Anforderungen an eine wirksame Patientenverfügung stellten. Der Fraktionszwang im Bundestag wurde aufgehoben.
Ausgehend von der Beratung am 29. März 2007 wurden drei neue Entwürfe vorgelegt. Als erstes brachten am 6. März 2008 der Abgeordnete Joachim Stünker und 205 weitere Abgeordnete verschiedener Fraktionen einen gemeinsamen Gesetzentwurf in den Bundestag ein, der nach der ersten Lesung im Bundestag am 26. Juni 2008, an die Ausschüsse Recht, Finanzen, Familie und Gesundheit überwiesen wurde.
Am 21. Oktober 2008 stellten der Abgeordnete Wolfgang Bosbach und 50 weitere Abgeordnete einen fraktionsübergreifenden Gruppenantrag vor, der auf dem Entwurf Bosbachs aus dem März 2007 basierte, aber unter anderem dahingehend geändert wurde, dass eine Patientenverfügung vom Betreuer durchzusetzen war, wenn sie notariell (nach Belehrung über die rechtlichen Wirkungen und Widerrufsmöglichkeiten) errichtet und nicht älter als fünf Jahre war. Der abermals erweiterte Entwurf, der auch noch Bestimmungen zu Vorsorgevollmachten, Betreuungsverfügungen, zum Behandlungsverzicht sowie zur Finanzierung von Beratungsleistungen durch die Krankenkassen enthielt, wurde dem Bundestag am 16. Dezember 2008 vorgelegt.
Ein weiterer Gesetzentwurf wurde am 11. November 2008 von einer Gruppe von 33 Bundestagsabgeordneten um die Abgeordneten Wolfgang Zöller und Hans Georg Faust vorgelegt. Er beschränkte sich bewusst darauf, nur das unbedingt Erforderliche zu regeln. Eine nochmals geänderte Fassung dieses Entwurfs, die zusätzlich Regelungen zur Form der Patientenverfügung und zur Ermittlung des Patientenwillens bei Entscheidungsunfähigkeit enthielt, wurde am 18. Dezember 2008 in den Bundestag eingebracht. Die erste Beratung zu diesen beiden Gesetzentwürfen fand im Bundestag am 21. Januar 2009 statt.
Nach einer Sachverständigenanhörung im Rechtsausschuss des Bundestags am 4. März 2009 fanden die zweite und dritte Lesung aller Entwürfe am 28. Mai 2009 statt; die Gruppen um Stünker und um Zöller nahmen Anfang Mai letzte Änderungen an ihren Entwürfen vor. Am 18. Juni 2009 wurde über die drei vorliegenden Gesetzesentwürfe abgestimmt, sowie über einen Antrag einer kleinen Gruppe von Abgeordneten, der darauf abzielte, das Thema Patientenverfügung überhaupt nicht gesetzlich zu regeln. Mit einer Mehrheit von 317 Stimmen bei 233 Nein-Stimmen und 5 Enthaltungen nahm der Bundestag schließlich den Entwurf eines Dritten Gesetzes zur Änderung des Betreuungsrechts der Abgeordneten Stünker, Kauch, Jochimsen und weiterer Abgeordneter an.